# Memorial del genocidi de Nyamata
El Memorial del genocidi de Nyamata és un centre situat al voltant d'una església de Nyamata, 30 km al sud de Kigali, a Ruanda, que commemora el genocidi ruandès ocorregut el 1994. De les persones que van morir, 50.000 estan enterrades en aquest espai. Aquest centre commemoratiu és un de sis que hi ha a Ruanda i que commemoren el Genocidi de Ruanda. Els altres estan situats a Murambi, Bisesero, Ntarama, Kigali i Nyarubuye.
El Genocidi de Ruanda va començar l'abril del 1994. Unes 10.000 persones tutsi es van reunir aquí perquè consideraven que les esglésies eren un lloc segur, i van tancar les portes. Les parets de l'església encara mostren els forats que van fer els assassins per poder disparar i llançar granades, abans d'entrar i utilitzar les matxets. El sostre de l'església mostra els forats de bala i la tela d'altar que encara conserva la sang. La majoria de les restes estan enterrades però queda roba i targetes d'identitat. Les targetes d'identitat identificaven les persones com hutus o tutsis. La gent de les rodalies també foren assassinades després de la massacre a l'església. Es calcula que en aquest espai hi ha unes 50.000 persones enterrades.